# BIRD (muziekpodium)
BIRD is een muziekpodium, club en restaurant in Rotterdam. BIRD is gevestigd in de Raampoortstraat, in de Hofbogen onder het Hofpleinlijnviaduct. BIRD werd in 2011 opgericht door 3 partners waaronder Philip Powel, voormalig programmeur van WATT. De naam 'BIRD' verwijst naar de bijnaam van de bekende jazzsaxofonist Charlie Parker.
BIRD programmeert muziekgenres als jazz, hiphop, soul, funk, en elektronica. BIRD is daarnaast een van de locaties van Motel Mozaïque. Ook wordt BIRD gebruikt voor Boogieball, de afterparty van het North Sea Jazz Festival. Tijdens Boogieball komen North Sea Jazz artiesten langs in BIRD om platen te draaien, in het verleden waren dit onder meer Janelle Monáe, Jamie Lidell en De La Soul.
In 2018 ontving artistiek directeur Powel de Laurenspenning voor zijn werk. In een toelichting sprak de jury waardering uit voor de eigenzinnige programmering, waarmee Powel een divers Rotterdams publiek weet te bereiken. Ook schreef de jury dat Powel "actuele muziek verbindt met de uiteenlopende tradities waaruit deze voortkomt".
NRC noemde BIRD "laagdrempelig maar van internationale allure", "een Rotterdams icoon" en schreef dat BIRD "één van de weinige plekken in de stad [is] waar zowel opkomende namen als gevestigde sterren (met name uit de hiphopscene) op een laagdrempelige manier kunnen optreden."
Sinds 2011 organiseert BIRD het muziekfestival Birdfest, een festival met genres als soul, jazz, r&b en hiphop. Voor het festival wordt soms ook gebruikgemaakt van andere locaties naast BIRD, zoals de Rotterdamse podia Annabel en Mono.
BIRD viel diverse malen in de prijzen bij de Rotterdam Music Awards, een initiatief van de Popunie. Zo won BIRD in 2014 in de categorie beste podium en in 2015 in de categorie beste clubavond (360 Degrees). In 2018 ging de prijs voor beste podium naar De Stad Als Podium, een samenwerkingsverband van BIRD, Rotown, Motel Mozaïque, Baroeg en LantarenVenster.

## Optredende artiesten
Voorbeelden van artiesten en groepen die in BIRD hebben opgetreden:
- Black Pumas[18]
- Gregory Porter[1]

- Karsu[1]

- Lianna La Havas[19]

- Mayra Andrade[20]

- Meshell Ndegeocello[21]

- Ntjam Rosie[22]

- Postmen[23]

- Regina Carter[24]

- Robert Glasper[25]

- Sevdaliza[26]